# AIGA符号

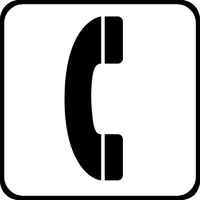
电话标志／AIGA符号

厕所标志／AIGA符号

AIGA符号是美国交通部（DoT, ）和美国设计师学会（AIGA, ）共同制定的一种不需要口头语言便能表达有用信息的符号。举例来说：现在广为人知的厕所和电话的标志。自从在1974年推出以来，它们不止被广泛应用于美国的飞机场、火车站、酒店和其它公众场所，也被世界上很多地方所采用。因为其普遍被人们接受，有些人把它们称为象形符号中的“Helvetica字体”，在某些地方则被称为“人形Helvetica”。

## 历史
1974年，美国交通部发现使用在美国州际高速公路系统上的象形符号有缺陷，便委托美国设计师学会设计一套完整的象形符号集。在与库克和商诺斯基联合公司（Cook and Shanosky Associates）的合作下，设计师对在世界上已经使用的象形符号进行了彻底的调查，其中包括1972年慕尼黑奥运会。设计师们把象形符号按易读性、国际辨认度和用户抵制程度几项标准评估。在确定哪项功能最成功和合适后，设计师们按美国交通部的需求绘制了一套34个不同意思的象形符号。
到了1979年，又添加了16个符号，使符号总数达到了50个。